# Blackett, New South Wales
Blackett este o suburbie în Sydney, Australia.